# Talles Magno
Talles Magno (Rio de Janeiro, 2002. június 26. –) brazil korosztályos válogatott labdarúgó, a brazil Corinthians játékosa kölcsönben az amerikai New York City csapatától.

## Pályafutása

### Klubcsapatokban
Magno a brazíliai Rio de Janeiro városában született. Az ifjúsági pályafutását a helyi Vasco da Gama akadémiájánál kezdte.
2019-ben mutatkozott be a Vasco da Gama felnőtt csapatában. 2021. május 18-án hatéves szerződést kötött az észak-amerikai első osztályban szereplő New York City együttesével. Először a 2021. május 29-ei, Los Angeles ellen 2–1-re megnyert mérkőzés 66. percében, Keaton Parks cseréjeként lépett pályára. Első gólját 2021. szeptember 15-én, a Dallas ellen hazai pályán 3–3-as döntetlennel zárult találkozón szerezte meg. 2024 nyara és 2025 decembere között a brazil Corinthiansnál szerepelt kölcsönben.

### A válogatottban
Magno 2018 és 2019 között tagja volt a brazil U17-es válogatottnak.

## Statisztikák
2023. június 25. szerint
| Klub          | Szezon   | Osztály  | Bajnokság | Bajnokság | Kupa  | Kupa | Nemzetközi | Nemzetközi | Összesen | Összesen |
| Klub          | Szezon   | Osztály  | Meccs     | Gól       | Meccs | Gól  | Meccs      | Gól        | Meccs    | Gól      |
| ------------- | -------- | -------- | --------- | --------- | ----- | ---- | ---------- | ---------- | -------- | -------- |
| New York City | 2021     | MLS      | 18        | 3         | 0     | 0    | —          | —          | 18       | 3        |
| New York City | 2022     | MLS      | 35        | 8         | 3     | 0    | 7          | 3          | 45       | 11       |
| New York City | 2023     | MLS      | 19        | 3         | 1     | 0    | —          | —          | 20       | 3        |
| Összesen      | Összesen | Összesen | 72        | 14        | 4     | 0    | 7          | 3          | 83       | 17       |

## Sikerei, díjai
New York City
- MLS
  - Bajnok (1): 2021

- Campeones Cup
  - Győztes (1): 2022

 Corinthians
- Campeonato Paulista
  - Bajnok (1): 2025

 Brazil U17-es válogatott
- U17-es labdarúgó-világbajnokság
  - Győztes (1): 2019